# Dasychira cameruna
Dasychira cameruna är en fjärilsart som beskrevs av Aurivillius 1904. Dasychira cameruna ingår i släktet Dasychira och familjen tofsspinnare. Inga underarter finns listade i Catalogue of Life.